# Hacia la libertad (Inti-Illimani 4)
Hacia la libertad (Inti-Illimani 4), también llamado simplemente como Hacia la libertad, es el duodécimo álbum de estudio de la banda chilena Inti-Illimani. Grabado en Milán en octubre de 1975, fue lanzado ese mismo año por el sello italiano Dischi dello Zodiaco, para posteriormente ser reeditado por otros sellos discográficos europeos.
Este es el cuarto álbum de estudio grabado y publicado por la banda en Italia, luego de su exilio en dicho país producto del Golpe de Estado en Chile de 1973.

## Lista de canciones[5]
| N.º   | Título                                                             | Escritor(es)                         | Duración |  |
| 1.    | «Y arriba quemando el sol»                                         | Violeta Parra                        | 4:45     |  |
| 2.    | «La patria prisionera» (con la partecipación de Riccardo Fogli(?)) | Pablo Neruda, Sergio Ortega          | 2:29     |  |
| 3.    | «El arado»                                                         | Víctor Jara                          | 4:56     |  |
| 4.    | «Canción a Víctor»                                                 | Jorge Coulón, Horacio Salinas        | 3:15     |  |
| 5.    | «Ciudad Ho Chi Minh»                                               | José Seves                           | 4:46     |  |
| 6.    | «Chiloé»                                                           | Horacio Salinas                      | 3:32     |  |
| 7.    | «Vientos del pueblo»                                               | Víctor Jara                          | 3:16     |  |
| 8.    | «Hacia la libertad»                                                | José Seves, Horacio Salinas          | 3:51     |  |
| 9.    | «Cai cai vilu»                                                     | Víctor Jara                          | 3:02     |  |
| 10.   | «Canto a los caídos» (tema de la película La tierra prometida)     | José Seves, Jorge Coulón, Luis Advis | 7:26     |  |
| 41:18 |                                                                    |                                      |          |  |

## Créditos
Inti-Illimani
- Max Berrú
- José Miguel Camus
- Jorge Coulón
- Horacio Durán
- Horacio Salinas
- José Seves

Otros
- P. Palomo, R. Díaz: diseño de cubierta